# Manolo Prince
Luis Manuel Prince Rodríguez, detto Manolo (Santo Domingo, 21 febbraio 1950), è un ex cestista dominicano.

## Carriera
Con la Rep. Dominicana ha disputato i Campionati del mondo del 1978.